# Evening Standard British Film Award/Beste Filmkomödie
Evening Standard British Film Award: Beste Filmkomödie
Gewinner des Evening Standard British Film Awards in der Kategorie Beste Filmkomödie (Best Comedy), die von 1974 bis 1981 separat neben dem Preis für den Besten Film vergeben wurde. Der britische Filmpreis kürt die besten landeseigenen Filmproduktionen (auch Koproduktionen) und Filmschaffenden des vergangenen Kalenderjahres und wird in der Regel Anfang Februar vergeben.
Am erfolgreichsten in dieser Kategorie waren Spielfilmproduktionen von Blake Edwards, die dreimal und Richard Lester, die den Preis zweimal gewinnen konnten.
| Jahr | Titel                          | Deutscher Verleihtitel                                  | Regie          |
| ---- | ------------------------------ | ------------------------------------------------------- | -------------- |
| 1974 | The National Health            | Bis zum letzten Patienten                               | Jack Gold      |
| 1975 | The Three Musketeers           | Die drei Musketiere                                     | Richard Lester |
| 1976 | The Four Musketeers            | Die vier Musketiere – Die Rache der Mylady              | Richard Lester |
| 1977 | The Return of the Pink Panther | Der rosarote Panther kehrt zurück                       | Blake Edwards  |
| 1978 | The Pink Panther Strikes Again | Inspektor Clouseau, der „beste“ Mann bei Interpol       | Blake Edwards  |
| 1979 | Revenge of the Pink Panther    | Inspector Clouseau – Der irre Flic mit dem heißen Blick | Blake Edwards  |
| 1980 | Porridge                       | Porridge                                                | Dick Clement   |
| 1981 | Rising Damp                    | nicht bekannt                                           | Joseph McGrath |